# 塞尔希奥·冈萨雷斯
塞尔吉奥·冈萨雷斯（西班牙語：Sergio González），全名塞尔吉奥·冈萨雷斯·索里亚诺（西班牙語：Sergio González Soriano），出生于巴塞罗那的加泰罗尼亚人，前西班牙国脚。塞尔希奥场上司职中场，可以打后腰、中前卫，有时也客串边前卫和攻击型中场。

## 俱乐部生涯
塞尔吉奥成名于家乡球队西班牙人队，3个赛季为球队出场104次。2001年，塞尔吉奥转投当年西甲冠军拉科鲁尼亚。第一个赛季，塞尔吉奥便打满全部38场西甲联赛，并打进四球，同时球队也获得了当年西班牙国王杯的冠军。
在拉科鲁尼亚效力的8年来，塞尔吉奥已经成为球队不可或缺的力量。他不仅仅成为球队的第一点球操刀手，出场次数更在拉科鲁尼亚俱乐部历史上排名前五。同时，他也是球队的副队长。

## 国家队生涯
塞尔吉奥2001年在世界杯预选赛上首次为国出战，并随队参加了2002年日韩世界杯。

## 執教生涯
塞尔吉奥从2013年开始担任主教练，负责西班牙人B隊。2014年5月27日，他被任命为一队的新教练。

## 荣誉
- 西班牙国王杯: 2001-02
- 西班牙超级杯: 2002